# 168 a. C.
El año 168 a. C. fue un año del calendario romano prejuliano. En el Imperio romano, fue conocido como el año 586 Ab Urbe condita.

## Acontecimientos
- El rey de Iliria, Gentio, es derrotado en Scodra por una fuerza romana liderada por Lucio Anicio Galo y es puesto bajo cautiverio en Roma (Gubbio). Con esta derrota, el reino de Macedonia pierde a Iliria como aliado y debilita al rey Perseo en su lucha contra Roma.
- El general romano Lucio Emilio Paulo Macedónico es electo cónsul y llega a Tesalia para liderar el ejército romano que quedó atrapado por las fuerzas de Perseo.
- 22 de junio: Batalla de Pidna - Las fuerzas romanas de Lucio Emilio Paulo logran una victoria aplastante sobre Perseo y el ejército macedonio, dando fin a la tercera guerra macedónica. Perseo queda cautivo de los romanos, donde el resto de su vida quedará preso en Alba Fucens, cerca de Roma.
- El reino de Macedonia es disuelto por los romanos y se convierte en cuatro pequeños estados, y todas las ciudades griegas que colaboraron con Macedonia, inclusive de palabra, fueron castigadas. Los romanos toman cientos de miembros de familias distinguidas de Macedonia como prisioneros, incluyendo al historiador Polibio.
- Los cogobernantes de Egipto, Ptolomeo VI, Ptolomeo VIII y su hermana Cleopatra II envían una nueva solicitud de ayuda a Roma.
- La flota del rey seléucida Antíoco IV Epífanes obtiene una victoria en Chipre, cuyo gobernador se rinde.
- Antíoco IV nuevamente invade Egipto y ocupa el Bajo Egipto, acampando en las afueras de Alejandría. Sin embargo, el embajador romano en Alejandría Cayo Popilio Lenas interviene y da un ultimátum a Antíoco de retirarse inmediatamente de Egipto y Chipre. El rey Antíoco sorprendido por la medida, pide tiempo para reconsiderar, pero Popilio dibuja con su bastón un círculo sobre el suelo, rodeando al rey y exigiendo una respuesta definitiva antes de abandonar el círculo. Temiendo una guerra con Roma, Antíoco accede al ultimátum del embajador. A cambio, Roma acepta que Antíoco puede mantener el sur de Siria, territorio disputado con Egipto, lo que da seguridad a Antíoco de preservar la integridad territorial de su reino.
- Jasón remueve a Menelao como Sumo Sacerdote de Jerusalén, y en la que Antíoco IV lo considera una afronta a su majestad.
- Antíoco IV Epífanes de Siria ilegaliza la religión judía y, en respuesta, los judíos, liderados por los macabeos, inician una rebelión que termina en la derrota de los sirios. Los macabeos fueron reyes de un Estado judío independiente.[1]

## Fallecimientos
- Cecilio Estacio, poeta cómico romano.
- Jia Yi, escritor y oficial chino de la dinastía Han.